# Karta DVB-S
Karta DVB-S – komputerowa karta PCI do odbioru nadawanych cyfrowo kanałów satelitarnych. Najczęściej karty te odbierają kanały FTA. Kanały cyfrowe nadają w systemie MPEG-2, więc na kartach umieszczany jest sprzętowy dekoder MPEG-2. Jeśli go nie ma, dekodowaniem zajmuje się odpowiedni kodek w systemie i procesor komputera. Na karcie znajduje się również przetwornica napięcia zasilająca konwerter (LNB). Aby oglądać telewizję lub słuchać radia należy mieć jeszcze zainstalowany odpowiednie programy.
Niektóre karty dodatkowo potrafią odbierać telewizję wysokiej rozdzielczości (HDTV) lub telewizję w standardzie DVB-S2, MPEG-4 (często używane w HDTV). Są też na rynku urządzenie zewnętrzne, komunikujące się z komputerem za pośrednictwem złącza USB, ale ich popularność jest znikoma choćby z powodu wyższej ceny i skromnej ilości oprogramowania.
Karty DVB-S umożliwiają również przesyłanie sygnału poprzez zwykłą sieć komputerową.
Lista najczęściej używanych programów:
- Prog DVB (może odbierać MPEG-4)
- MyTheatre (płatny)
- DVBDream (może odbierać MPEG-4)
- ALT-DVB
- DiaVloB
- SkyView (może odbierać MPEG-4)
- NassrDVB
- DvbViewer (płatny, może odbierać MPEG-4)